# Доаса
Доаса (фр. Doissat) насеље је и општина у југозападној Француској у региону Аквитанија, у департману Дордоња која припада префектури Сарла ла Канеда.
По подацима из 2011. године у општини је живело 129 становника, а густина насељености је износила 8,43 становника/km². Општина се простире на површини од 15,3 km². Налази се на средњој надморској висини од 250 метара (максималној 323 m, а минималној 131 m).

## Демографија
| 1962. | 1968. | 1975. | 1982. | 1990. | 1999. | 2011. |
| ----- | ----- | ----- | ----- | ----- | ----- | ----- |
| 152   | 153   | 137   | 127   | 125   | 127   | 129   |

График промене броја становника у току последњих година